# Saint-Étienne-de-Chigny
Saint-Étienne-de-Chigny è un comune francese di 1 430 abitanti situato nel dipartimento dell'Indre e Loira nella regione del Centro-Valle della Loira.

## Società

### Evoluzione demografica
Abitanti censiti